# بیچنو، تاسمانیا
بیچنو (به انگلیسی: Bicheno) یک شهرک در استرالیا است که در تاسمانی واقع شده‌است.